# Amastus nebulosus
Amastus nebulosus är en fjärilsart som beskrevs av De Toulgoët 1986. Amastus nebulosus ingår i släktet Amastus och familjen björnspinnare. Inga underarter finns listade i Catalogue of Life.